# Cabo Reinga
El cabo Reinga (en inglés: Cape Reinga y en maorí Te Reinga o Te Rerenga Wairua) es la punta noroccidental de la península Aupouri, en el extremo norte de la isla Norte de Nueva Zelanda. El cabo Reinga está situado a más de 100 km al norte de la ciudad más cercana, Kaitaia. La autopista estatal 1 lleva hasta las cercanías del cabo, pero los últimos 19 km son por una pista de grava. También se puede acceder con vehículos todo terreno por la playa de las noventa millas y el lecho del arroyo Te Paki.
El nombre del cabo viene de la palabra maorí «Reinga» que significa «inframundo». El otro nombre maorí es «Te Rerenga Wairua», que significa «lugar de despegue de los espíritus». Ambos se refieren a la creencia maorí de que el cabo es el punto desde donde los espíritus de los muertos entran en el inframundo.
El cabo es una de las atracciones turísticas favoritas de país, tiene unos 120.000 visitantes cada año y unos 1.300 coches llegan cada día en la temporada alta. El número de visitantes está creciendo un 5% cada año, y es probable que se incremente aún más cuando la carretera se complete.

## Geografía

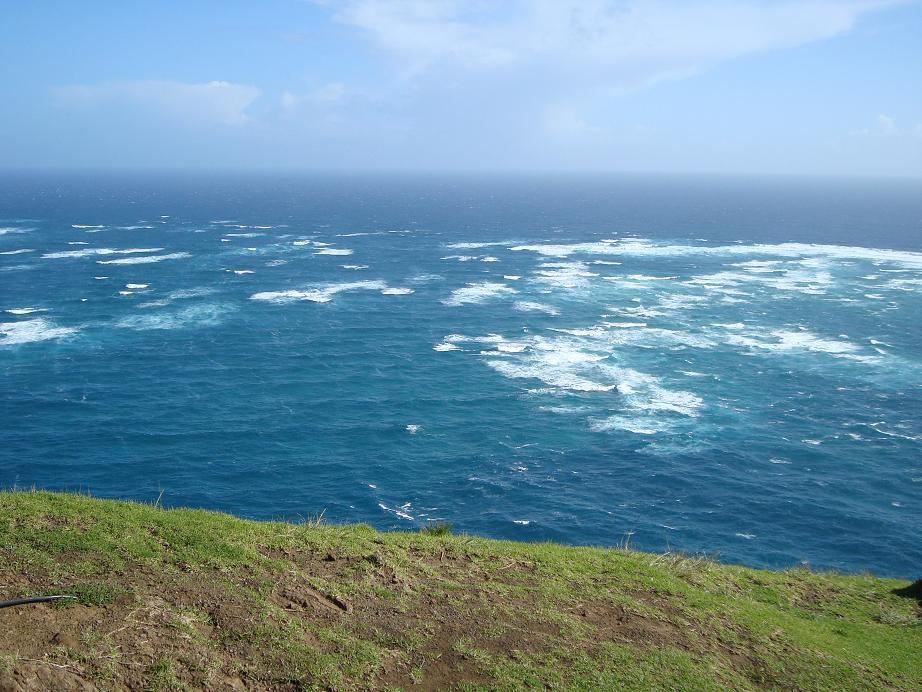
El mar de Tasmania (izquierda) se junta con el Pacífico (derecha).

Se considera generalmente al cabo Reinga el punto de separación entre el mar de Tasmania en el oeste y el océano Pacífico en el este. Desde su faro es posible observar las corrientes de los dos mares chocando y creando una zona de aguas turbulentas justo frente a lca costa. Los maoríes se referían a esto como el encuentro de «Te Moana-a-Rehua» (el mar de Rehua) con  «Te Tai-o-Whitirea» (el mar de Whitirea), siendo Rehua y Whitirea un hombre y una mujer respectivamente.
A menudo el cabo es considerado erróneamente el punto más septentrional de la isla Norte, y por tanto del territorio principal de Nueva Zelanda. Sin embargo los acantilados Surville del cabo Norte, a unos 30 km al este de cabo Reinga, están ligeramente más al norte. Otra punta que está justo al oeste del cabo Reinga es el cabo Maria van Diemen, que fue descubierto y nombrado por el explorador holandés Abel Tasman durante su viaje en 1642 y pensó que era el punto más al norte de esta tierra recién descubierta al que denominó Staten Landt.

## Mitología maorí
Según la mitología maorí los espíritus de los muertos van a cabo Reinga en su viaje hacia la otra vida, para saltar desde la punta y trepar por las raíces del árbol de 800 años y descender al inframundo para así regresar a su tierra de origen, Hawaiiki-a-nui, por medio del Te Ara Wairua (el sendero de los espíritus). Desde cabo Reinga abandonan las islas mayores. Hacen un breve alto en su camino en las islas de los Tres Reyes, para echar una última mirada atrás, y entonces continúan su viaje.
Además un manantial en la ladera de la colina, «Te Waiora-a-Tāne» (el agua viva de Tāne) desempeña un importante papel en la ceremonia de los enterramientos maoríes, representado una limpieza espiritual, con agua denominada del mismo modo en todos los ritos funerarios por toda Nueva Zelanda. Este significado perduró hasta que la mayoría de la población local se convirtió al cristianismo. El manantial fue tapado por una represa, con pocas protestas de la población local de la zona. Sin embargo pronto el manantial desapareció y volvió a resurgir al fondo del acantilado, haciendo la presa inservible.